# コシカ/ひとつしかない地球
「コシカ/ひとつしかない地球」（ｰ/ひとつしかないちきゅう）は、宮沢和史4枚目のシングル。2005年4月20日発売。発売元は東芝EMI/Capitol Music

## 概要
- 宮沢名義4年ぶりのシングル。
- 「コシカ」は2005年のヨーロッパ諸国とロシアで行なったツアーで知り合ったロシアの音楽グループ、ナイト・スナイパーズとのコラボで出来上がった曲。
- メルカトル図法で描かれている地球に世界各地の人々の写真がコラージュされたカラーピクチャーCD。

## 収録曲
編曲：亀田誠治
1. コシカ[4:36]
  - 作詞・作曲：Diana Arbenina／訳詞：宮沢和史
2. ひとつしかない地球[4:22]
  - 作詞・作曲：宮沢和史
3. ひとつしかない地球 ～The One and Only Earth～[4:23]
  - 作詞・作曲：宮沢和史／訳詞：Catia Werneck・Tomek Makowiecki・Kiril Marichkov・Diana Arbenina

## 収録アルバム
- ディアナ&ナイト・スナイパーズ『KOSHIKA～コシカ～』（2005年8月24日）

## タイアップ
- ひとつしかない地球：TFM15周年イベント「アースコンシャス」テーマソング